# Štěpán Gavenda

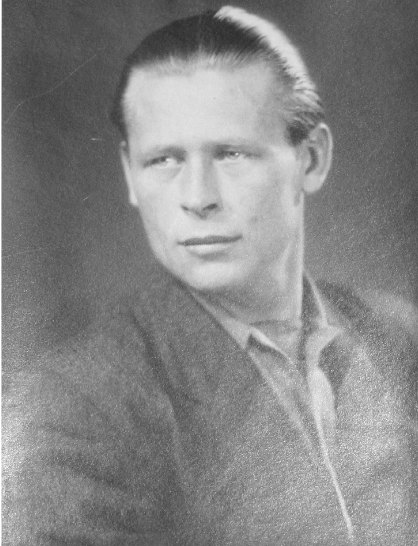
Foto: Archiv bezpečnostních složek (ABS)

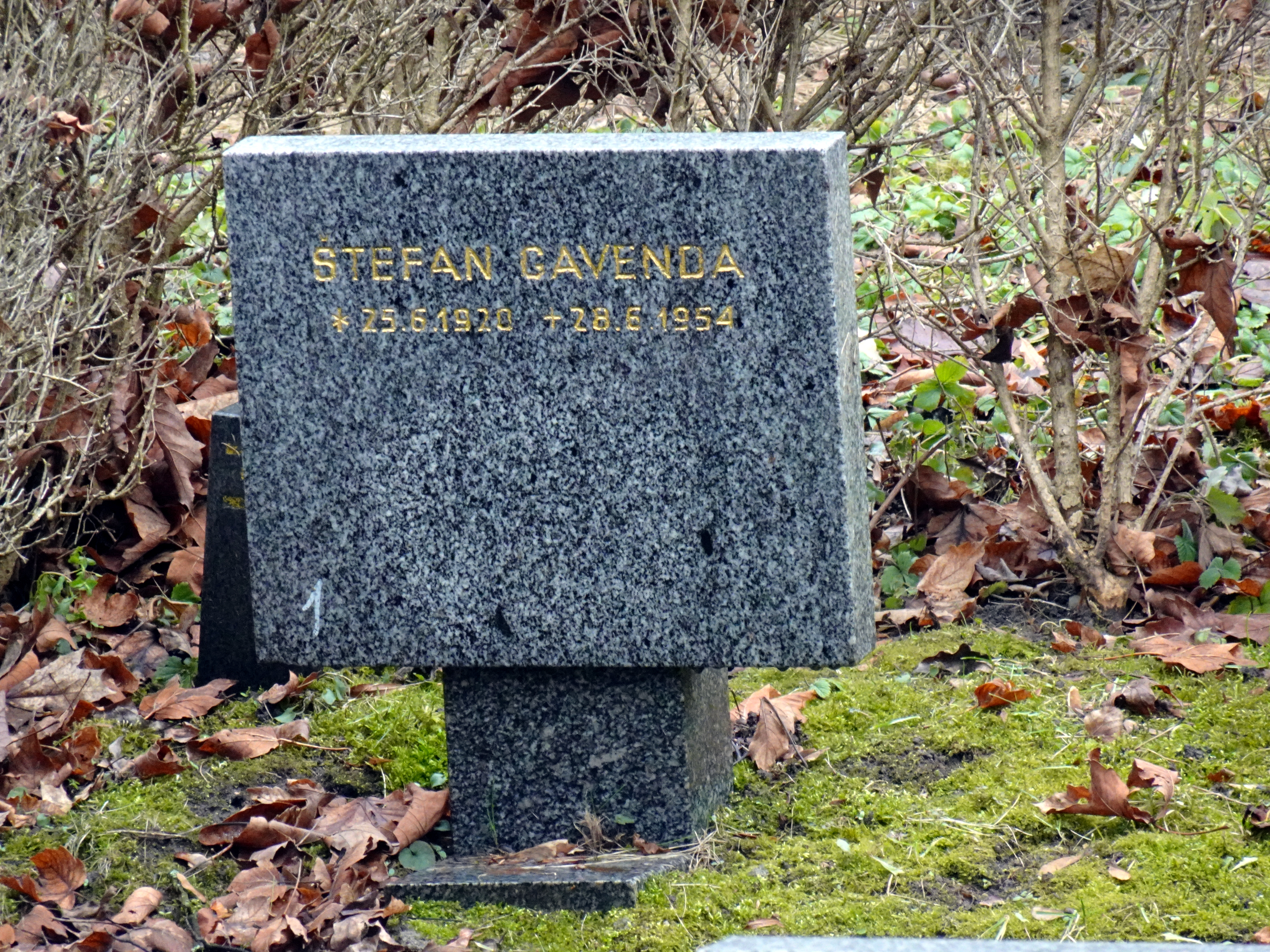
Symbolický náhrobek na Čestném pohřebišti popravených a umučených z padesátých let – třetí odboj

Štěpán Gavenda (25. června 1920, Vizovice – 28. června 1954, Praha) byl aktivní účastník třetího odboje a agent chodec, který za dobu své činnosti převedl přes hranice několik desítek lidí, vybudoval síť informátorů, pomáhal mapovat rozmístění ženijních zátarasů či získal seznam spolupracovníků StB na Kyjovsku. Byl jedním z nejschopnějších kurýrů, a to i přes to, že byl během své činnosti několikrát komunistickými orgány zadržen a za svou činnost byl komunistickými orgány dvakrát odsouzen k trestu smrti. Po prvním odsouzení k trestu smrti, jež bylo později změněno na doživotí, se mu ale ze slovenského vězení podařilo uniknout a dostat se zpět do západního Německa. Pro své odvážné činy se tak stal legendou třetího odboje. Nicméně při dalším přechodu do tehdejšího Československa byl opětovně za dramatických okolností zadržen a následně opětovně odsouzen k trestu smrti oběšením. K popravě pak došlo 28. června 1954 v pražské věznici Pankrác.

## Život
Štěpán Gavenda se vyučil jako strojní zámečník, ale během života vystřídal celou řadu zaměstnání. Již během svého mládí se několikrát dostal do sporu se zákonem a strávil rok v polepšovně. V roce 1942 se pokusil odejít k československé zahraniční armádě, nicméně byl při pokusu o překročení slovensko-polských hranic zadržen a následně německým soudem odsouzen na sedm měsíců do vězení. Po propuštění vstoupil do partyzánské skupiny KOVAŘÍK působící v okolí Zlína a v Bílých Karpatech. V rámci této skupiny se zúčastnil ozbrojených akcí proti nacistům. V prosinci 1944 utrpěl při jedné akci těžké zranění levé nohy, které ho vyřadilo z možnosti zapojit se do dalších akcí.
Gavenda po válce žil v Jirkově na Chomutovsku, kde pracoval ve stavební firmě. Po únorovém komunistickém převratu 1948 se zapojil do převádění lidí přes hranice. V dubnu 1948 pomáhal utéci skupině neodsunutých Němců do západního Německa, poté byl někým udán pro kontakty s utíkajícími osobami. Po udání byl předveden na místní stanici Státní národní bezpečnosti, ze které následně utekl. Po útěku se vydal do městské věznice, kde byl držen jeho německý kamarád s manželkou a její matkou. Do cely se dostal za pomoci nože a kusu drátu, načež všichni tři utekli do Spolkové republiky Německo.
Do komunistického Československa se ale po několika dnech z uprchlického tábora vrátil za účelem nákupu cigaret a k doručení několika dopisů od jiných uprchlíků a od května 1948 se živil jako převaděč lidí, úspěšně převedl přes 60 lidí, a pašerák cigaret. V listopadu 1948 byl naverbován jako kurýr pro československou zpravodajskou skupinu operující v Německu pod vedením majora Františka Bogataje. Do 31. července 1949, kdy byl chycen na pražském Wilsonově nádraží členy StB po zradě dvojitého agenta Oldřicha Miholy, provedl přibližně třicet ilegálních cest na území tehdejšího Československa. Během těchto cest vytvářel síť pracovníků, přebíral zpravodajské informace a převáděl další lidi a kurýry přes hranice.
Po zadržení byl převezen do nechvalně známého Domečku, bývalé vojenské věznice v Praze na Hradčanech využívané nejprve německým Gestapem a později komunistickou StB k nelidským výslechům a mučení zadržených. Podobně jako jiní zadržení, i Gavenda měl být hned po příjezdu vystaven mlácení od sadistického správce zařízení Františka Pergla. I přes to, že byl Gavenda před bitím svázán, podařilo se mu Pergla překvapit a udeřit ho několikrát nohou židle do hlavy tak, že ten několik týdnů nevycházel ze svého domu. Gavenda měl k tomu prohlásit: „Vím, že dostanu špagát, ale nikdo mě tu třískat nebude.“ Gavenda byl následně druhý den po události z domečku převezen jinam.
Po zatčení strávil rok ve vazbě, načež byl 23. června 1950 odsouzen Státním soudem v Praze k trestu smrti. Tento rozsudek byl ale později díky milosti prezidenta Klementa Gottwalda změněn na doživotí. Trest si měl odpykat ve věznici v Leopoldově na jižním Slovensku, považované za místo, ze kterého se nedá utéct. Z ní se mu ale podařilo s dalšími 5 vězni 2. ledna 1952 uniknout, když se jim s pomocí nářadí, kterým vyklízeli staré sklepy, podařilo vykopat provizorní podzemní tunel. Původně měl útěk proběhnout již 24. prosince 1951, ale Gavenda byl umístěn do korekce. Ostatní vězni se rozhodli na něj s útěkem počkat. Gavenda následně opět uprchl do Německa.
Nicméně jeho skutky a útěk z věznice se jevily tak nepravděpodobné, že Gavenda jen těžko získával důvěru spolupracovníků v zahraničí. Pravděpodobně proto odešel s dalším zpravodajským úkolem i přes značné riziko 19. října 1952 znovu do tehdejšího Československa. Na zpáteční cestě byl za dramatických okolností na hranicích s východním Německem dopaden a zadržen sovětskou hlídkou.
Za svou činnost byl následně opětovně souzen a 15. dubna 1954 jako nenapravitelný a všeho schopný zločinec odsouzen k trestu smrti. Ten byl vykonán 28. června 1954 v Praze. Urna s jeho popelem byla uložena v pankrácké věznici. Dne 26. května 1961 tam byla neznámým způsobem zničena. Na Čestném pohřebišti na pražském Ďáblickém hřbitově se nachází Gavendův symbolický hrob. Tamní symbolické náhrobky odkazují na zemřelé politické vězně bez ohledu na jejich skutečné místo pohřbení.